# Saskatoon City (circonscription saskatchewanaise)
Pour les articles homonymes, voir Saskatoon (homonymie).
Circonscription électorale provinciale du Canada
Saskatoon City est une ancienne circonscription électorale provinciale de la Saskatchewan au Canada. Elle est représentée à l'Assemblée législative de la Saskatchewan de 1908 à 1967.
La circonscription est abolie en 1967 et redistribuée parmi Saskatoon City Park-University, Saskatoon Mayfair, Saskatoon Nutana Centre, Saskatoon Nutana South et Saskatoon Riversdale.

## Représentation
La représentativité de la circonscription avait augmenté au fil des élections :
- 1 député de 1905 à 1921
- 2 députés de 1921 à 1960
- 3 députés de 1964 à 1964
- 5 députés de 1964 à 1967

## Liste des députés
1. Archibald Peter McNab, Libéral (1908-1917, 1921-1927)
2. Donald Maclean (en), Conservateur (1917-1921)
3. Harris Turner (en), Indépendant (1921-1925)
4. James Thomas Milton Anderson, Conservateur (1925-1934)
5. Howard McConnell (en), Conservateur (1927-1934)
6. James Wilfred Estey, Libéral (1934-1944)
7. George Wesley Norman (en), Libéral (1934-1938)
8. Robert Mitford Pinder (en), Libéral (1938-1944)
9. John Henry Sturdy, CCF (1944-1960)
10. Arthur Thomas Stone (en), CCF (1944-1964)
11. Alexander Malcolm Nicholson (en), CCF (1960-1967)
12. Gladys Strum, CCF (1960-1964)
13. John Edward Brockelbank, CCF (1964-1967)
14. Wesley Albert Robbins (en), CCF (1964-1967)
15. Sally Merchant (en), Libéral (1964-1967)
16. Harry David Link (en), CCF (1964-1967)